# Тишбайн
Тишбайн (на немски: Tischbein) е германски род на дърводелци и художници от Хесен през XVIII и XIX век.
Всичките художници на фамилията произлизат от болничния хлебар Йохан Хайнрих Тишбайн (1682–1764) от Хайна в Хесен.

## Художници
- Йохан Валентин Тишбайн (1715–1768)
- Йохан Хайнрих Тишбайн Стари (1722–1789), наричан „Каселски Тишбайн“ (Kasseler Tischbein)
- Йохан Хайнрих Тишбайн Млади (1742–1808)
- Йохан Фридрих Август Тишбайн (1750–1812), наричан „Лайпцигски Тишбайн“ (Leipziger Tischbein)
- Йохан Хайнрих Вилхелм Тишбайн (1751–1829), наричан „Гьоте-Тишбайн“ (Goethe-Tischbein)
- Хайнрих Якоб Тишбайн (1760–1804)